# Elisabeth Calmes
Elisabeth Calmes (* 30. Juli 1947 in Luxemburg) ist eine luxemburgische Malerin.

## Leben
Calmes studierte zuerst Innenarchitektur an der École nationale supérieure des arts appliqués et des métiers d’art (ENSAAMA) und dann Malerei an der Akademie de Port-Royal in Paris. Sie lebt und arbeitet in Paris und Luxemburg. Ihr Atelier befindet sich in Paris und in der Dordogne. Von 2008 bis 2010 hatte sie außerdem ein Atelier in New York City. Seit 1987 werden ihre Werke in zahlreichen Galerien in Europa und den USA ausgestellt. Eine Reihe von Büchern mit ihren Werken wurden veröffentlicht.

## Werke
- Confronting the mystery of things (1993–2006)
- O, time, suspend your flight (1994–2002)
- Colors of the countryside (1995–20054)
- For places enrich the mind (1995–2003)
- The colors of possibility  (1998–2011)
- Brush stroke of the soul (2001–2005)
- Doors and passageways (2002–2004)
- Of tastes and colors (2004)
- Meandering through New York (2008–2010)
- Itinerary - resonance (2012)
- Journey through Bulgaria (2013–2014)

## Einzelausstellungen
- Ludwigshafen – Germany (1987)
- Maikammer – Neustadt – Germany (1987)
- Mairie de Montclar – France (1988)
- Restaurant Mathes - Ahn – Luxembourg (1988/89)
- Château de Stadtbredimus – Luxembourg (1990/91)
- Mairie de Frankenthal – Germany (1990)
- Château de Bourglinster – Luxembourg (1993)
- Chambre de Commerce Belgo - Luxembourgeoise – Paris (1995)
- Galerie Lucien Schweitzer – Luxembourg (1995)
- Galerie Lorette – Paris (1996)
- Château de Montbazillac – France (1998)
- Le Bugue – France (1998)
- Galerie Lucien Schweitzer – Luxembourg (1999)
- Galerie Rochebonne – Paris (2001)
- Nolan-Rankin Galleries – Houston – USA (2002)
- Galerie Lucien Schweitzer – Luxembourg (2003)
- Ambassade du Luxembourg – Paris (2006)
- Luxembourg House – New York – USA (2006)
- Nolan-Rankin Galleries – Houston, TX – USA (2006)
- Luxembourg House – New York – USA (2008)
- Embassy of Luxembourg – Washington, DC - USA (2009)
- Commission européenne, Berlaymont – Bruxelles (2010)
- Cercle Münster – Luxembourg (2010)
- Galerie Spiren – Luxembourg (2011)
- Nolan-Rankin Galleries – Houston, Tx (2011)
- Luxembourg House – New York – USA (2008)
- Conference Center Poleczki - Warsaw - Poland (2012)
- Ambassade du Luxembourg, Varsovie - Pologne - Mars (2012)
- Conference Center Poleczki - Warsaw - Poland (2012)
- Galerie Mostra - Varsovie - Poland (2012)

## Gruppenausstellungen
- Salon d’Automne – Paris
- Salon des Artistes Français – Paris
- Salon d’Art de Mantes-la-Jolie – France
- Salon de la Celle-Saint-Cloud – France
- Salon de Printemps – Luxembourg
- Salon du Cercle Artistique – Luxembourg
- Groupement Européen des Ardennes et de l’Eifel – Germany
- Salon de Peintures - Clairac – France
- Artistes Luxembourgeois – Musée Krymskiwall – Moscow
- Taide Museum – Helsinki
- Palais de la Culture et de la Science – Warsaw
- Vision d‘Europe – Paris
- Arcade Euro – Chartres – France
- Centre Européen d’Echanges Economiques et Culturels – Paris
- Europ’Art sans Frontières – Paris
- Journées des Pays Francophones – Paris
- Salon des Peintres Francophones - Paris
- Galerie California – Paris
- Salon de Printemps – Le Bugue – France
- Salon du dessin et de la Peinture à l’eau - Grand Palais - Paris

## Publikationen
- 1995: Elisabeth Calmes Edition Lucien Schweitzer, Art Gallery
- 1999: Elisabeth Calmes Edition Lucien Schweitzer, Art Gallery
- 2003: Résonances Joseph Leydenbach - Elisabeth Calmes - Brochure DEXIA, Banque Internationale Luxembourg
- 2003: Joseph Leydenbach Bibliothèque Nationale Luxemburg
- 2006: Calmes-paintings Luxemburg
- 2011: Meandering through New York Paris
- 2012: Itinerary - Luxembourg -Paris - New York - Warschau mit Musik von Frederik Heringa - Paris